# Пекович, Радослав
Радослав Пекович (серб. Радослав Пековић; род. 23 марта 1994, Нови-Сад, СР Югославия) — сербский профессиональный баскетболист, играющий на позиции центрового.

## Карьера
Пекович воспитанник молодёжной команды «Слован», в составе которой выступал 18 месяцев.
В августе 2012 года подписал первый профессиональный контракт с «Црвеной звездой», но большую часть времени провёл в аренде у клуба ФМП.
Сезон 2016/2017 провёл в «Куманово». В чемпионате Македонии 17 играх набирал 6,8 очков, 4,5 подбора, 1,1 передачи, 0,4 перехвата и 0,4 блок-шота за 18,1 минуту в среднем. В Балканской лиге в 25 играх его статистика составила 7,4 очка, 3,6 подбора, 1,0 передачи, 0,3 перехвата и 0,8 блок-шота за 19,1 минуту в среднем.
В октябре 2017 года перешёл в петербургский «Спартак». В 36 играх Радослав  набирал 11 очков, 6 подборов и 2 передачи в среднем за матч.
В мае 2018 года подписал новый двухлетний контракт со «Спартаком». В сезоне 2018/2019 Пекович принял участие в 38 играх, в которых набирал 6,1 очка, 3,2 передачи, 0,6 передачи и 0,6 блок-шота в среднем за матч. В июне 2019 года Радослав и петербургский клуб приняли обоюдное решение о прекращении дальнейшего сотрудничества.
В августе 2019 года Пекович перешёл в «Дзукию».
В сезоне 2020–2021 играл за клуб «Купол-Родники». С 2021 года выступает за немецкий Gladiators Treves из Трира.

## Достижения
- Серебряный призёр Суперлиги-1 дивизион: 2018/2019